# Palazzo del Governatore (Parma)
Il palazzo del Governatore è un edificio dalle forme barocche e neoclassiche, situato sull'intero lato nord della centralissima piazza Garibaldi a Parma.

## Storia
Il palazzo fu originariamente edificato sul lato nord della piazza Nuova (attuale piazza Garibaldi) tra il 1283 e il 1285, quale "Palazzo dei Mercanti", in seguito all'abbattimento delle preesistenti abitazioni. In stile tardo romanico, era costituito da due distinti corpi di fabbrica, separati al centro dallo stretto borgo di san Marco, oggi non più esistente. Interamente rivestito in laterizio, si innalzava su un portico al piano terreno ed era caratterizzato al primo piano da due ordini di bifore e trifore; la facciata era coronata da una merlatura in sommità.
Perse le originarie funzioni mercantili, l'edificio divenne presto sede del Capitano della città e, successivamente, del Governatore, dell'Uditore civile e di altri magistrati comunali; mantenne tuttavia inalterata la struttura architettonica per secoli.
In seguito al crollo dell'altissima Torre civica il 27 gennaio 1606, che causò anche la distruzione del palazzo del Comune, sorse la necessità di ristrutturare il palazzo del Governatore, che venne inizialmente unificato chiudendo il borgo di san Marco con un voltone; su quest'ultimo nel 1673 fu innalzata, su progetto dell'ingegnere piacentino Gian Battista Barattieri, una torre, che assunse le antiche funzioni della distrutta torre civica, di cui mantenne l'antica campana detta "di terza", risalente al 1453, conservatasi intatta nei secoli fino alla sostituzione con una copia nel 1998.
Nel 1760 l'architetto di Corte Ennemond Alexandre Petitot fu incaricato della risistemazione della piazza; il palazzo del Governatore fu così ristrutturato in eleganti forme neoclassiche, con l'inserimento dei tipici elementi decorativi; fu aperta anche la nicchia centrale, per ospitare la statua della Vergine Incoronata, scolpita da Jean-Baptiste Boudard.
Nel 1829 la duchessa Maria Luigia incaricò Lorenzo Ferrari e Luigi Pazzoni della realizzazione delle grandi meridiane della facciata.
Negli anni venti l'interno ed il retro del palazzo subirono un importante intervento di ristrutturazione in stile razionalista, che conservò solo alcune delle antiche decorazioni interne.
L'intero edificio, sede di alcuni uffici comunali fino alla fine del XX secolo, fu sottoposto ad un completo restauro fra il 2000 e il 2009, che lo trasformò nell'odierno "Luogo d'Arte Moderna e Contemporanea": inaugurato nel gennaio del 2010 con la mostra Nove100, ospita temporanee esposizioni di arte prevalentemente contemporanea.

## Descrizione

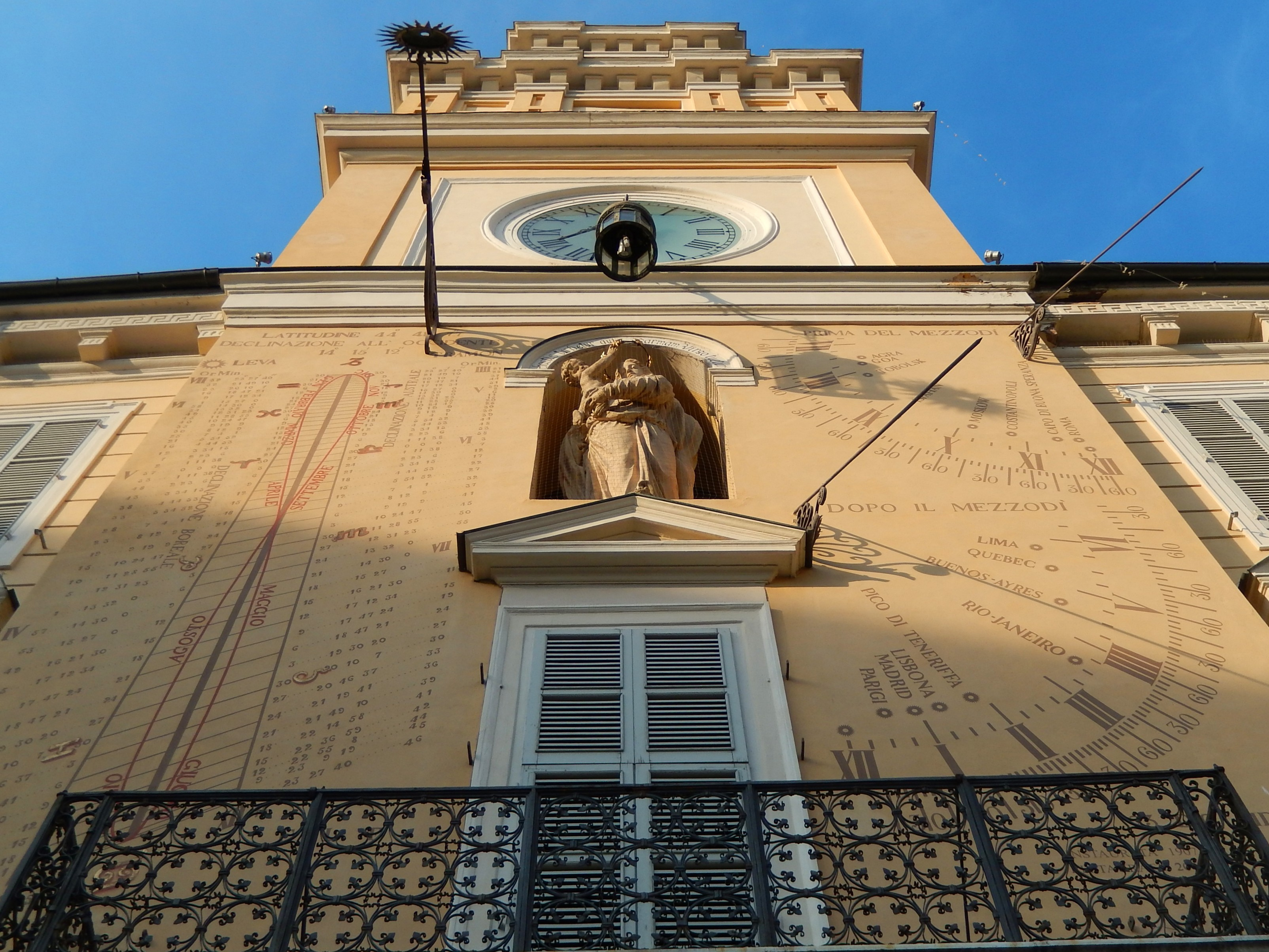
L'alta torre centrale vista dal basso

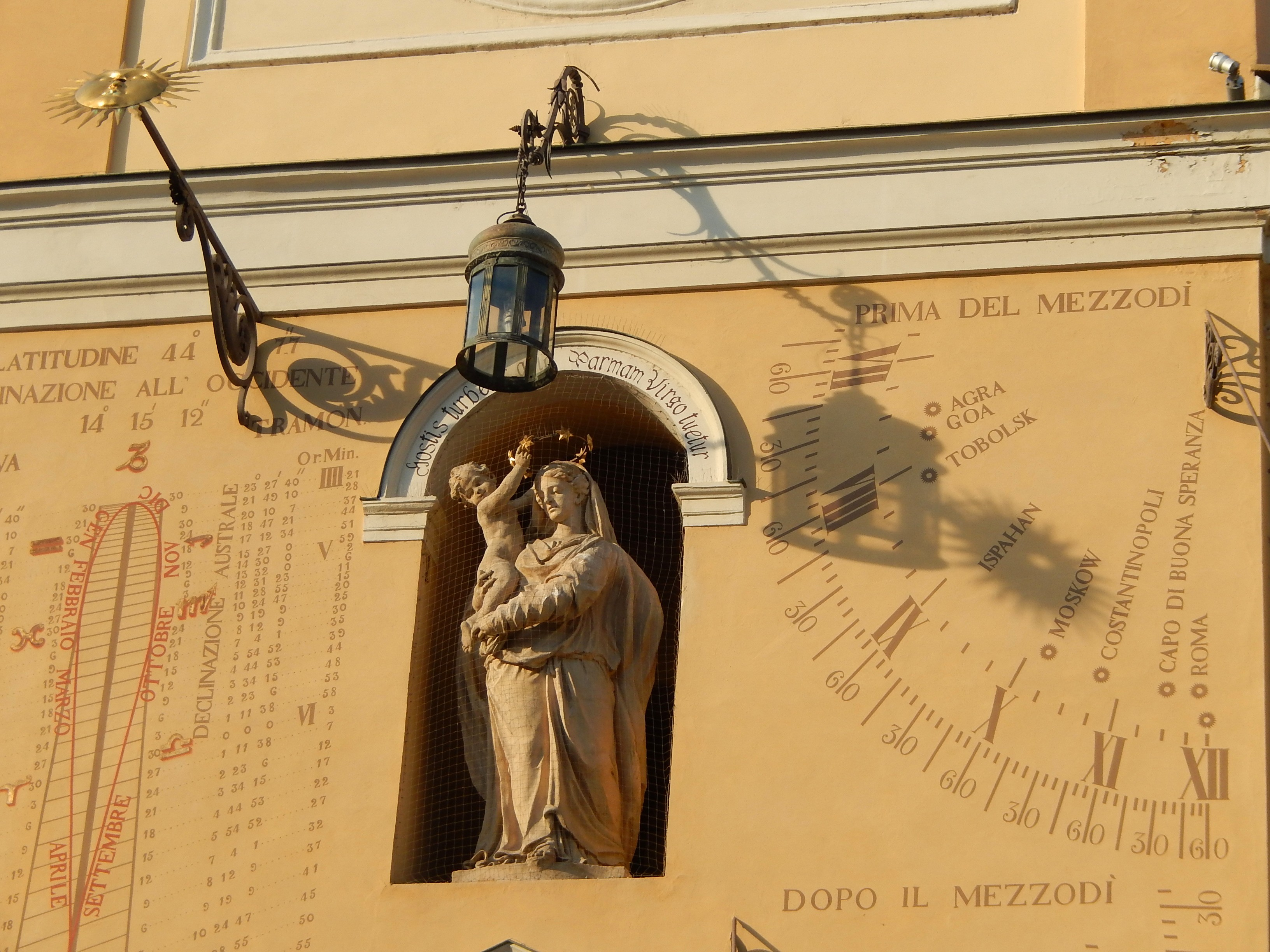
La statua della Vergine Incoronata e le meridiane

La facciata del palazzo, interamente intonacata e colorata nelle sfumature del giallo, è caratterizzata dall'alta torre centrale, che presenta, nonostante gli interventi del Petitot, elementi tipici dello stile barocco. Su di essa, inferiormente alle tre grandi aperture che ospitano la campana, è posizionato un grande orologio; al di sotto, ai lati della nicchia che ospita la Statua della Vergine Incoronata del Boudard, sono poste le complesse meridiane ottocentesche, che all'epoca della costruzione rappresentavano uno dei più avanzati sistemi di misurazione del tempo. Esse sono costituite da un orologio solare e da meridiane del tempo vero e tempo medio, che consentono di visualizzare, oltre alle ore del giorno, anche i fusi orari, lo scorrere dei mesi, le ore di alba e tramonto, le costellazioni zodiacali ed altri calcoli astronomici.
Le due ali laterali simmetriche si presentano in stile puramente neoclassico, particolarmente evidente nella cornice marcapiano, negli ornamenti delle finestre, nel cornicione con l'elegante greca e nelle strisce orizzontali in rilievo.
Nel muro del palazzo, in prossimità dell'angolo tra piazza Garibaldi e strada Cavour, è ancora oggi incastonato il "mattone di Parma", antica unità di misura dei costruttori parmensi.